# Episodi di Candice Renoir (prima stagione)
La prima stagione della serie televisiva Candice Renoir è stata trasmessa in Francia dal 19 aprile 2013 al 10 maggio 2013 sul canale France 2.
In Italia, la prima stagione è andata in onda in prima visione assoluta dal 15 ottobre 2015 al 5 novembre 2015 su Fox Crime della piattaforma Sky.
| nº | Titolo originale                           | Titolo italiano            | Prima TV Francia | Prima TV Italia |
| -- | ------------------------------------------ | -------------------------- | ---------------- | --------------- |
| 1  | Il faut se méfier de l'eau qui dort        | Dieci anni dopo            | 19 aprile 2013   | 15 ottobre 2015 |
| 2  | Plus on est de fous, plus on rit           | Un barbecue finito male    | 19 aprile 2013   | 15 ottobre 2015 |
| 3  | Pourvu qu'on ait l'ivresse                 | Il mistero del molo        | 26 aprile 2013   | 22 ottobre 2015 |
| 4  | À tout seigneur, tout honneur              | Onore al merito            | 26 aprile 2013   | 22 ottobre 2015 |
| 5  | Tel est pris qui croyait prendre           | Vittima o colpevole?       | 3 maggio 2013    | 29 ottobre 2015 |
| 6  | Est assez riche qui ne doit rien           | I segreti delle erbe       | 3 maggio 2013    | 29 ottobre 2015 |
| 7  | Malheur à celui par qui le scandale arrive | Delitto passionale         | 10 maggio 2013   | 5 novembre 2015 |
| 8  | La fin justifie les moyens                 | Il fine giustifica i mezzi | 10 maggio 2013   | 5 novembre 2015 |

## Dieci anni dopo
- Titolo originale: Il faut se méfier de l'eau qui dort
- Diretto da: Christophe Douchand
- Scritto da: Robin Barataud e Brigitte Peskine

### Trama
Candice Renoir e i suoi quattro figli si sono trasferiti a Sète, cittadina nel Sud della Francia, dove è stata assunta nel locale dipartimento di polizia. Il primo giorno di lavoro Candice, complici alcuni contrattempi con i ragazzi, arriva in ritardo di mezz'ora e vestita in alta uniforme, convinta che ci sarebbe stata la visita del ministro: Yasmine Attia, commissario e suo diretto superiore, la spedisce a raggiungere la sua nuova squadra su una spiaggia, asserendo maliziosamente di averla fatta contattare per dirle che l'incontro ufficiale era stato annullato. Candice si reca sul posto a fatica con i tacchi, scatenando subito l'ilarità dei nuovi colleghi che la soprannominano Barbie per il suo aspetto e la borsa rosa.
Un pescatore ha ritrovato il cadavere di una donna, Sophie Vauquier, che Candice intuisce essere sposata e in ristrettezze economiche perché si è tinta i capelli da sola, oltre a indossare un braccialetto brasiliano che possono averle regalato solamente i suoi figli. Candice si fa accompagnare dal capitano Antoine Dumas, che prima del suo arrivo ha guidato la squadra per un mese, a interrogare il marito della Vauquier. Michel racconta ad Antoine, mentre Candice rovista in cucina, che la famiglia non navigava in buone acque da quando lui si è messo in proprio: la moglie lavorava part time come contabile, ma si vedevano poco per via dei suoi orari sballati da libero professionista. Si viene a sapere che il giorno del delitto Sophie è uscita prima dal lavoro. Candice si insospettisce perché Sophie non mangiava mai in ufficio, pranzando sempre fuori, particolare molto strano se si considerano le difficoltà economiche della famiglia: per questo manda Antoine e il brigadiere Jean-Baptiste Medjaoui (soprannominato JB) a cercare locali dove si spende meno di 3,20 €. Antoine e JB entrano nell'Internet point frequentato ogni giorno da Sophie, dove prima di indagare curiosano sul passato di Candice: i due apprendono che ha lavorato nella sezione Crimine della polizia di Parigi, città di origine della Renoir, ma che le ultime notizie sul suo conto risalgono a dieci anni prima. Antoine e JB interrogano un cameriere per farsi dire il computer che usava Sophie, dal quale emerge che prima di morire la donna ha incontrato l'imprenditore vinicolo Jérôme Letourneur. Candice e Antoine fanno visita a Letourneur, scoprendo che per sbarcare il lunario occasionalmente Sophie si prostituiva e che lui era uno dei suoi clienti. Sophie si faceva chiamare Sybille e aveva un sito web che gestiva dall'Internet point.
Tornata a casa dal primo giorno di lavoro, delusa perché nessuno dei colleghi ha voluto brindare con lei per darle il benvenuto, Candice trova il figlio Jules in compagnia di un uomo: si tratta del vicino di casa Hervé, chiamato dal ragazzo perché ha bruciato la parete con un tostapane rotto. Candice aiuta l'uomo a sistemare il danno, raccontandogli che ha imparato a doversi arrangiare dai frequenti spostamenti con la sua famiglia negli ultimi anni. Il mattino successivo Candice e Antoine interrogano Cécile Dinitz, una collega di Sophie/Sybille che le aveva chiesto di instradarla al lavoro di escort: Candice non si spiega i vestiti e gli accessori costosi esibiti da Cécile, decisamente opposti allo stile più sobrio di Sophie. Per non finire nei guai, Cécile indica ai poliziotti dove trovare il cellulare di Sophie. Il commissario Attia chiede ad Antoine di tenere d'occhio Candice, rivelandogli che ha dovuto assumerla su ordine delle alte sfere.
Candice interroga Simon Beffa, un giovanissimo cliente di Sophie e mittente di una telefonata effettuata il giorno della morte. Il colloquio viene interrotto dal padre del ragazzo, Fabrice Beffa, presentatosi con il suo avvocato. Candice rimprovera Antoine perché ha rilasciato Simon, ma il collega le fa notare che stava infrangendo le procedure interrogando il ragazzo senza registrare la deposizione. Tornato a casa, Simon tenta il suicidio e finisce ricoverato in terapia intensiva: tutti se la prendono con Candice che, spaventando il giovane, lo avrebbe spinto a questo gesto. Tuttavia, l'intuizione di Candice non era sbagliata: Antoine, che si è fatto dare la lista dei proprietari di imbarcazioni ormeggiate al porto, scopre che tra questi risulta proprio Fabrice Beffa. In ospedale, parlando con un medico, Candice apprende che Simon ha diversi ematomi sparsi sul corpo e conosce Nathalie, la madre del ragazzo: l'ex marito aveva raccontato che era stata lei ad abbandonare la famiglia, il che spiegherebbe la frequentazione da parte di Simon di una prostituta, ma Nathalie spiega a Candice che in realtà è stato Fabrice a cacciarla e metterle contro i figli.
Simon si risveglia dal coma, autoaccusandosi dell'omicidio di Sophie compiuto sulla barca. Candice però rivela a tutti che l'assassino non è il ragazzo, bensì suo padre, e che la dinamica dei fatti è completamente diversa: Sophie è stata uccisa in casa Beffa, non sulla barca, Fabrice ha fatto ridipingere le pareti per nascondere le tracce di sangue. Inoltre, l'uomo usa picchiare i figli, come dimostrano i lividi di Simon: Sophie aveva scoperto tutto e voleva denunciarlo, ecco perché Fabrice l'ha uccisa. Nonostante abbia risolto il caso, Antoine si limita a constatare come Candice abbia avuto la fortuna del principiante.
Candice e i figli vanno a un barbecue da Hervé. Avventuratasi dentro casa sua, Candice è raggiunta dal vicino che chiude la porta e inizia a baciarla.
- Guest star: Clara Antoons (Emma Renoir), Étienne Martinelli (Jules Renoir), Alexandre Ruscher (Léo Renoir), Paul Ruscher (Martin Renoir), Aude Forget (Laurette), Edgar Givry (Fabrice Beffa), Héloïse Godet (Cécile Dinitz).
- Altri interpreti: Louis Duneton (Simon Beffa), Corinne Derian (Nathalie Beffa), Cédric Weber (Michel Vauquier), Amélie Nouraud (Claire Mazzani), Guillaume de Montlivault (Jérôme Letourneur), Béla Czuppon (Maître Degas), Pascal Turmo (medico).

## Un barbecue finito male
- Titolo originale: Plus on est de fous, plus on rit
- Diretto da: Christophe Douchand
- Scritto da: Robin Barataud, Brigitte Peskine e Solen Roy-Pagenault

### Trama
Candice si trova al bar sulla spiaggia in compagnia di Pascale, scoprendo da quest'ultima che è il locale preferito dai suoi colleghi. Purtroppo Candice non è ancora riuscita a entrare in sintonia con la sua squadra, il cui punto di riferimento operativo resta Antoine. Proprio quest'ultimo telefona a Pascale, anziché al suo diretto superiore Candice, per avvertire che c'è stato un delitto. Thierry Caron è stato ritrovato morto nel giardino di casa con il barbecue acceso: il cadavere riporta numerose coltellate, a significare la crudeltà del delitto. Parlando con la moglie Sylvie, Candice scopre che lei e il marito erano ai ferri corti, tanto da dormire separati, perché costui lavorava troppo e finiva per trascurare sia lei che il figlio Lukas. A far traboccare il vaso è stato un episodio spiacevole: Thierry si era dimenticato di andare a prendere Lukas agli allenamenti di calcio, con il bambino che è fuggito spaventato da un disabile del vicino centro di igiene mentale. Da quel momento Thierry si era battuto per far chiudere il centro, avanzando una petizione che era stata firmata da alcuni abitanti del quartiere, impauriti perché i malati erano lasciati circolare liberamente all'esterno della struttura. Uno dei più convinti sostenitori della petizione è Fabien Angelo, steward vicino di casa dei Caron, che non esita ad accusare del delitto Christian Melki, l'uomo che aveva avvicinato il piccolo Lukas.
Candice e Antoine si recano al centro, diretto dal dottor Drouet. Il medico spiega loro che Christian è affetto dalla malattia di Huntington e che gli restano pochi anni da vivere: ad assisterlo c'è Isabelle Le Meaux, volontaria del centro. Il dottor Drouet denuncia agli inquirenti la scomparsa di un coltello da cucina, probabile arma del delitto di Caron, e che una vicina di casa della vittima dice di aver visto Christian nelle vicinanze del suo giardino all'incirca verso l'ora dell'omicidio. Tutto sembra puntare contro il disabile, ma Candice non è convinta che possa aver avuto la lucidità di commettere un crimine così grave. Intanto, Candice comincia a infastidirsi per le frequenti visite da parte dei suoi figli, soprattutto Jules, a casa di Hervé: la donna mette in chiaro con l'uomo che non vuole fare l'amante, poiché è fidanzato con Claire (conosciuta il giorno del barbecue) e lei non intende comportarsi come suo marito con lei quando la tradiva. Ulteriori tensioni arrivano dal lavoro: Candice viene a sapere da Attia che tutti i suoi sottoposti hanno presentato istanza di trasferimento, ma poiché Candice è l'ultima arrivata sarebbe lei a rischiare di più. Attia esorta la Renoir a collaborare con i suoi colleghi, pretendendo che si comporti da caposquadra e non da detective privato.
Candice interroga Camille Langlais, la vicina di casa dei Caron che ha detto di aver visto Christian, e viene a sapere dalla donna che a quell'ora era parcheggiato il camion delle consegne di un fiorista. Candice scopre che uno dei fattorini è Yanis Melki, figlio di Christian, che da un paio di anni ha iniziato a commettere piccoli reati perché ha scoperto di avere la stessa patologia del padre, da lui accusato di avergli rovinato la vita. In commissariato Christian e Yanis si riavvicinano: l'affetto, in fondo mai completamente svanito, del figlio verso il padre convincono circa l'innocenza del giovane. Candice parla con Isabelle, la volontaria che segue Christian, che le racconta di essere riuscita a far desistere Thierry dal portare avanti la petizione. Pascale avverte Candice che dagli esami sul cadavere risulta che le coltellate sono state inferte dopo la morte: la vera arma del delitto sarebbe un oggetto lungo e appuntito, probabilmente uno spiedino. Peccato che si è ormai diffusa la voce che il delitto è stato commesso da Christian: il dottor Drouet viene aggredito da un vandalo e vuole sporgere denuncia contro la polizia, avendo egli precedentemente richiesto protezione contro possibili aggressioni. Candice aveva incaricato Chrystelle di mettere sotto controllo il centro, ma la ragazza non l'ha ascoltata perché prende ordini solo da Antoine: come atto di sfida Candice lascia al capitano Dumas la decisione sul provvedimento disciplinare e costui opta per un semplice rapporto.
Osservando il figlio Jules lamentarsi perché manca il curry, quindi lo deve chiedere a Hervé, Candice ha un'illuminazione: come mai Thierry non ha chiesto la carbonella al vicino di casa Fabien, ma è andato fino a una stazione di servizio per comprarla? Candice fa una nuova visita allo steward, scoprendo che lui e Thierry avevano litigato perché quest'ultimo voleva lasciar perdere la faccenda della petizione. Antoine rivela di aver saputo che Fabien ha perso il lavoro, soffrendo di attacchi d'ira che lo hanno portato ad aggredire un passeggero, e che attualmente si sottopone a sedute di narcoterapia. Candice ha notato che i fiori del giardino dei Caron sono appassiti, il che è strano se si considera che Thierry aveva preso dei giorni di ferie per fare giardinaggio. Nel frattempo, stanca delle scommesse di Antoine su quando andrà via, Candice decide di sfidarlo: chi risolverà per primo questo caso assumerà il comando della squadra. Dai tabulati telefonici risulta che Thierry, quando non lavorava, si recava a un banco alimentare di cui era diventato volontario da quando ha abbandonato la sua battaglia contro il centro per disabili: la direttrice Vanessa spiega a Candice che l'uomo si era pentito del suo atteggiamento verso Christian, anche perché facendo qualcosa per gli altri sperava di riconquistare l'affetto della moglie.
Candice fa la scoperta decisiva: Thierry era stato scelto da Vanessa come contabile del banco alimentare, incarico che sarebbe dovuto andare a Isabelle Le Meaux. Candice si rende conto che questa è la sua stessa situazione: anche Antoine aveva ottenuto un posto, quello di comandante della squadra, prima che arrivasse lei a portarglielo via. Quindi, Thierry è stato ucciso da Isabelle che ha poi tentato di far ricadere la colpa sul centro del dottor Drouet. Candice riesce a incastrarla, facendo simulare al medico un infarto, così che Isabelle possa tradirsi digitando il codice segreto per accedere ai locali interni del centro. Isabelle conferma il movente: ha ucciso Thierry perché le ha portato via il posto da contabile, adducendo la discriminazione nei confronti delle donne quando si tratta di attribuire ruoli di comando. Antoine rispetta la promessa fatta a Candice e si complimenta molto freddamente con lei per essere diventata a tutti gli effetti comandante della squadra, lasciando chiaramente trasparire la scarsa fiducia verso di lei.
Quella sera Candice va al bar sulla spiaggia, dove incontra i colleghi e offre loro da bere per provare a rompere il ghiaccio. Al bancone trova Claire, la fidanzata di Hervé, che le annuncia di averlo lasciato: la Renoir dissimula lo stupore, avendo ora campo libero verso di lui.
- Guest star: Clara Antoons (Emma Renoir), Étienne Martinelli (Jules Renoir), Alexandre Ruscher (Léo Renoir), Paul Ruscher (Martin Renoir), Aude Forget (Laurette), Patrick Rocca (Dr. Drouet), Mathias Jung (Christian Melki).
- Altri interpreti: Sandrine Clemençon (Isabelle Le Meaux), Vincent Steinebach (Yanis Melki), Antoine Baillet (Fabien Angelo), Lise Laffont (Sylvie Caron), Emmanuelle Osmont (Camille Langlais), Yasmina Pastural (fiorista), Marie-Audrey Simoneau (Vanessa).

## Il mistero del molo
- Titolo originale: Pourvu qu'on ait l'ivresse
- Diretto da: Christophe Douchand
- Scritto da: Robin Barataud, Brigitte Peskine e Solen Roy-Pagenault

### Trama
Candice sta cenando da sola in un ristorante: la suoneria volgare messa dai gemelli attira l'attenzione degli altri commensali e un uomo le propone di unirsi a lui. Davanti alle resistenze della donna, costui insiste finché non viene redarguito dal proprietario del locale, che si scusa con Candice offrendole da bere. All'uscita dal ristorante, abbastanza alticcia, Candice viene abbordata dallo stesso padrone che prova ad abusare di lei, ma viene immediatamente bloccato da Antoine: infatti era tutto un piano architettato per arrestarlo. Candice sviene ed è ricoverata in ospedale, che lascerà il mattino seguente per riprendere le indagini: la squadra è al lavoro su una serie di misteriosi annegamenti di ragazzi giovani al molo.
Antoine interroga Arthur Duguay, uno studente universitario ricoverato in stato di coma etilico. Il ragazzo dice di essere stato spinto in acqua da qualcuno, ma Antoine non crede alla sua versione e dice chiaramente in faccia ai genitori che il figlio si è ubriacato. Candice non condivide lo scarso tatto avuto dal collega, il quale però la mette in guardia dal nuovo pericoloso gioco di molti giovani: il binge drinking, vere e proprie gare a chi ingurgita alcol più velocemente dell'avversario. Candice riceve in commissariato Romain e Marine, due amici e colleghi di università di Arthur, che la informano di altri episodi riguardanti ragazzi ubriachi annegati al molo in circostanze misteriose. Per vederci più chiaro Candice va a casa di Arthur, ma non trova nessuno: la musica accesa e il portafoglio sul tavolino le suggeriscono che il giovane è stato rapito. Successivamente Candice fa visita a Hélène Rocher, madre di Hugo, una delle vittime al molo: Hugo era un ragazzo superdotato, tanto da essersi diplomato a soli 16 anni e iscriversi all'università prima dei suoi coetanei. Hélène dice di aver notato da qualche giorno un uomo aggirarsi continuamente nei pressi di casa sua: si tratta di Mickaël Bellon, impiegato come fattorino presso un piccolo imprenditore alimentare.
Candice e Antoine si recano dal datore di lavoro di Bellon, apprendendo che è in malattia e che è un ragazzo a posto. Siccome sarebbe dovuto passare a ritirare la macchina da un concessionario, Candice e il resto della squadra si fanno trovare appostati sul luogo dell'incontro: Candice esita a sparare, così interviene JB che lo ferisce alla spalla, ma nel cadere l'uomo picchia la testa contro il paraurti della macchina e finisce in coma. Attia ordina a Candice di sottoporsi a un esame al poligono di tiro perché teme che dopo dieci anni di inattività sia arrugginita nelle azioni sul campo. Indagando sul conto di Bellon, Candice e Antoine trovano nella sua abitazione numerose t-shirt universitarie: una collezione strana, considerando che il sospettato ha abbandonato gli studi all'inizio delle superiori. Candice prende alcuni lecca lecca da dare ai gemelli, senza sapere che sono alla vodka: fortunatamente la baby sitter Laurette se n'è accorta, visto che anche lei frequenta le feste dei gruppi universitari. Questo dà modo a Candice di informarsi sulle abitudini dei giovani e portare alla luce il traffico di Bellon, il quale nascondeva in un magazzino tutta una serie di prodotti ricavati dalla vodka che smerciava alle feste.
Chrystelle riferisce a Candice che Arthur possiede un doppio profilo Facebook: oltre a quello "ufficiale", dove sembra una persona assolutamente tranquilla, ne esiste un altro chiamato Re Artù che rivela un'inattesa verità: Arthur e Bellon lavoravano insieme, quindi è probabile che il giovane fosse nascosto nel suo magazzino prima di essere rapito. Inoltre, Candice guarda un video in cui Arthur sfida il defunto Hugo in una gara di binge drinking. Candice riconvoca in commissariato Romain e Marine, dicendosi allibita dal loro comportamento omertoso nel nascondere le trasgressioni dietro la parvenza da bravi ragazzi. Bellon si sveglia dal coma e racconta di aver scoperto che Arthur possiede un conto in banca segreto, dove sono depositati i soldi ricavati da un traffico parallelo alla loro attività: Arthur infatti aveva trovato un nuovo mercato nelle feste dei liceali, mentre con il suo socio si occupava esclusivamente di quelle universitarie.
A quel punto Candice intuisce la verità: Arthur non è stato rapito da Bellon, bensì da Hélène Rocher, che lo tiene segregato in casa. In effetti, la Renoir si era insospettita quando aveva chiesto alla donna di vedere la camera di Hugo, ma costei aveva detto di aver elaborato il lutto sbarazzandosi di tutti gli oggetti personali del figlio. Candice assiste a una scena raccapricciante: Arthur legato a una sedia ed Hélène, del tutto fuori di sé, che lo costringe a ingurgitare alcol da un decanter. Hélène rivela che Hugo non è morto come si credeva, ma si è suicidato per aver perso la gara di binge drinking contro Arthur: quest'ultimo aveva spedito il video della sfida a tutti i loro conoscenti, trasformandolo nello zimbello dell'università. Hélène viene portata via e Arthur è salvato dal personale medico appena prima del coma etilico.
Candice si presenta al poligono di tiro e, tra lo stupore dei colleghi, si dimostra più brava di Antoine nel colpire il bersaglio: una grande occasione per guadagnare punti e vincere lo scetticismo sulle sue capacità. Giunta a casa, la donna si presenta da Hervé e stavolta è lei a baciarlo.
- Guest star: Clara Antoons (Emma Renoir), Étienne Martinelli (Jules Renoir), Alexandre Ruscher (Léo Renoir), Paul Ruscher (Martin Renoir), Aude Forget (Laurette), Florence Muller (Hélène Rocher), Michel Scotto Di Carlo (Jean Paul Chalme).
- Altri interpreti: Brian Messina (Arthur Duguay), Philippe Van Den Bergh & Hélène Azema (Sig.ri Dugay), Rebecca Truffot (Marine), Hélie Chomiac (Romain), Julien Testard (Mickaël Bellon), Simon Guibert (padrone del ristorante), Delphine Roy (Madame Michel), Aurélie Turlet (interno), Christian Fabrice (cliente del ristorante).

## Onore al merito
- Titolo originale: À tout seigneur, tout honneur
- Diretto da: Christophe Douchand
- Scritto da: Robin Barataud e Olivier Laneurie

### Trama
Candice e Hervé hanno intensificato la loro frequentazione, però la donna non si sente a suo agio perché vede che l'amante vorrebbe qualcosa di più. Così approfitta di una telefonata, fingendo che sia una chiamata di lavoro, per svignarsela prima di ritrovarsi a letto con lui. Il mattino successivo viene ritrovato un cadavere dentro un sacco della spazzatura: Candice riconosce Cécile Dinitz, la prostituta che aveva interrogato nel caso Vauquier. L'ultima volta che Cécile è stata vista viva era la sera prima, essendo stata ingaggiata per partecipare a una cena di lavoro: in sua compagnia c'era Romain Duteil, il quale festeggiava la promozione a direttore vendite in un'impresa di pulizie. Candice interroga Anaïs, la moglie incinta di Romain, che non si capacita di come il marito possa essere coinvolto in una vicenda del genere.
Mentre JB viene lasciato a vegliare Anaïs, preda delle contrazioni per l'agitazione del momento, Candice e il resto della squadra vanno nell'azienda di Romain e scoprono da una mail nel suo computer che aveva ingaggiato Cécile per la serata. Purtroppo Romain riesce a scappare a bordo della sua auto, sottraendosi alle domande degli inquirenti. Jacques Garcia, presidente della società, spiega che alla cena era presente Denis Martel, un cliente molto importante. Pascale informa Candice che sul cadavere di Cécile sono state ritrovate tracce di una cravatta con cui è stata strangolata, oltre a residui di cloro che indicano che il corpo è rimasto a lungo a mollo in una piscina. Prima che Candice si rimetta al lavoro, Pascale la esorta ad avere il coraggio di andare avanti con Hervé perché sfuggirgli non servirà a nulla: Candice si sente troppo vecchia per fare l'amante e le confessa che il marito Laurent è stato l'unico amore della sua vita.
Le indagini proseguono. La cena di lavoro aveva avuto il suo epilogo in un club esclusivo, abitualmente frequentato dal management dell'azienda. Candice e Antoine mettono sotto torchio Mohamed Cissé, dipendente della società che prestava la sua opera anche al club: l'uomo confessa di aver trovato Romain addormentato nella jacuzzi con Cécile morta e di averlo aiutato a disfarsi del cadavere. Candice parla anche con Denis Martel, il cliente amico di Garcia, che conferma la versione dei fatti: Romain ha fatto assumere della droga a Cécile e il giovane l'ha violentata e uccisa sotto l'effetto degli stupefacenti. Candice resta sorpresa del modo esplicito con cui Martel parla delle sue abitudini sessuali, soprattutto perché è in compagnia della moglie: i coniugi spiegano di essere una coppia aperta e che il libertinaggio ha permesso di tenere vivo il loro matrimonio dopo vent'anni.
Tutto sembra quindi puntare contro Romain. Per incastrarlo Candice si sostituisce alla moglie Anaïs, facendosi portare via in ambulanza come se stesse partorendo: Romain si presenta in ospedale ed è messo in stato di fermo. In commissariato Romain spiega che quella sera si è drogato per la prima volta, spinto dal suo capo Garcia per compiacere un cliente importante come Martel e perché andare con una escort significava per lui "diventare grande". Romain racconta di essere stato violento con Cécile e di averla probabilmente picchiata, ma non è sicuro di averla uccisa perché non ricorda più nulla: al suo risveglio infatti Cécile era morta strozzata dalla sua cravatta. Tutti credono che quella di Romain sia la confessione definitiva del delitto, ma l'unico a credere che non sia il colpevole è JB: essendo in procinto di diventare padre, il brigadiere condivide la situazione di Romain ed esorta Candice a valutare altre piste. Per dimostrarle che non è lui l'assassino, JB la fa parlare con Mathilde Guillon: responsabile della qualità nell'azienda di Garcia, è stata violentata da Denis Martel con una cravatta e successivamente pagata per non sporgere denuncia.
Dunque, bisogna incastrare Martel. Candice va a casa dell'uomo, dove si tiene una festa a sfondo sessuale, a cui era stata invitata da lui il giorno del colloquio in commissariato. Quando esce di casa con un look succinto, Hervé pensa che Candice abbia un appuntamento con un altro uomo. Giunta a casa Martel, Candice viene avvicinata da quest'ultimo che la porta in camera sua e vuole "divertirsi" con lei usando il solito escamotage della cravatta. Facendosi passare per il fidanzato di Candice, Antoine la porta via schifato per il "tradimento": nella fuga Candice ha avvolta al collo la cravatta di Martel, ma non essendoci impronte nel luogo dove avrebbe ucciso Cécile non vale come prova. Passata a trovare Hervé, Candice prova a spiegargli le sue difficoltà nella loro relazione: il vicino le dice di non aver paura, dato che la capisce se non si sente pronta, anche perché sul suo anulare è rimasto il segno della fede di Laurent. Ecco l'elemento che aiuta Candice a risolvere il caso: Cécile ha tentato di difendersi da Martel con un anello che gli ha lasciato un piccolo graffio sul collo, da lei notato mentre stavano "giocando" insieme. Candice fa ispezionare il tubo del lavandino incriminato, dove l'anello viene effettivamente ritrovato. Martel è così arrestato e Mathilde Guillon trova finalmente il coraggio di firmare la denuncia a suo carico, sotto lo sguardo sconvolto della moglie di Martel che ha sempre difeso il marito da ogni accusa. Quella sera Candice entra in casa di Hervé e hanno il primo rapporto sessuale.
- Guest star: Clara Antoons (Emma Renoir), Étienne Martinelli (Jules Renoir), Alexandre Ruscher (Léo Renoir), Paul Ruscher (Martin Renoir), Aude Forget (Laurette), Delphine Sérina (Christine Martel), Vincent Winterhalter (Denis Martel).
- Altri interpreti: Gérard Loussine (Jacques Garcia), Youssef Diawara (Mohamed Cissé), Henri Cohen e Danièle Douet (Sig.ri Dinitz), Christophe Gaultier (Romain Duteil), Marie Vauzelle (Anaïs Duteil), Marion Pélissier (Mathilde Guillon), Philippe Baron (terzo invitato).

## Vittima o colpevole?
- Titolo originale: Tel est pris qui croyait prendre
- Diretto da: Nicolas Picard
- Scritto da: Robin Barataud e Olivier Laneurie

### Trama
Mentre si trova in intimità con Hervé, Candice viene avvertita di un crimine commesso in un hotel. Stéphan Combas è stato gettato dal primo piano dell'albergo con la sua sedia a rotelle ed è in gravi condizioni: notando che è pelato e molto magro, si pensa che sia malato. Il direttore dell'hotel racconta che Combas alloggiava lì ormai da quattro mesi, essendo in cura presso uno specialista della sua malattia, e che tutto lo staff si era molto affezionato a lui per via delle sue condizioni di salute. Ispezionando la stanza vengono ritrovati numerosi farmaci della chemioterapia e un computer acceso sul quale l'uomo stava scrivendo: Stéphan Combas aveva infatti aperto un blog sulla sindrome mielodisplastica, la sua malattia, dove riceveva molti messaggi di sostegno. Candice e Antoine interrogano il portiere, il quale riferisce di aver visto di sfuggita il probabile aggressore: un giovane asiatico con un giubbotto di pelle. Tuttavia, questa versione non convince affatto Candice: l'identikit è molto sommario e il portiere dice di essere stato intento a guardare una partita di calcio in televisione, ma anche Antoine l'ha vista e sa che mente perché ha parlato di un'azione di gioco del tutto inesistente. In commissariato il portiere confessa che invece stava giocando a poker, avendo organizzato un circuito con altri tre clienti abituali dell'albergo che si riuniscono ogni martedì e giovedì. Candice e Antoine mettono sotto torchio i pokeristi, ma non emerge nulla di significativo: tutti quanti concordano la versione del portiere e dicono di essere sopraggiunti sul luogo della caduta a fatto ormai compiuto.
In mancanza di alternative valide, Candice decide di seguire la pista asiatica e manda JB a controllare un cargo taiwanese in partenza da Marsiglia, dove potrebbe nascondersi il colpevole. Nel frattempo, Antoine analizza i farmaci ritrovati in camera di Combas e ipotizza il furto da parte di un tossicodipendente. Recatasi in ospedale per informarsi sulle condizioni di Combas, Candice scopre un'amara verità: Combas non è affatto malato e la prescrizione del dottor Paoli, il suo specialista, risulta essere falsificata ad arte. Parlando con il dottore, il quale afferma di non aver mai firmato alcuna carta, Candice fa piena luce sul piano di Combas: fingersi malato per raccogliere fondi attraverso una fondazione intestata alla moglie Véronique, con il denaro ricavato attraverso il blog e usato in parte per pagare il soggiorno in albergo. Peccato che la signora Combas, da molti creduta morta, è in realtà viva e vegeta: la donna riferisce che il marito ha sempre sofferto di manie di protagonismo, tanto da aver mentito sul proprio stato di salute persino con lei quando ancora non era sposati. Candice e Antoine accompagnano in ospedale Audrey, la moglie di JB, andata in travaglio proprio mentre il marito sta effettuando il controllo sul cargo a Marsiglia. JB rientra per assisterla, mentre Candice e Antoine aspettano molte ore fuori dalla stanza: il brigadiere annuncia ai colleghi di aver avuto una bambina, quando in realtà aspettavano un maschio, e di averla chiamata Lily.
Attia informa Candice che purtroppo l'indagine sul cargo ha avuto esito negativo: nessuna impronta corrisponde a quella trovata sulla sedia a rotelle di Combas, quindi il responsabile non è stato un asiatico. Dopo essere stata in una stanza d'albergo con Hervé, a Candice si accende una lampadina: per quale motivo l'hotel dove alloggiava Combas aveva quasi tutte le stanze occupate quando in realtà gli ospiti registrati erano molti meno? Candice intuisce che il direttore dell'albergo affitta in nero le stanze libere a coppie che vogliono vivere alcune ore di intimità. I coniugi Saulnier, che stavano nella camera vicina a quella di Combas, riferiscono di aver sentito delle urla e un profumo femminile aleggiare nel corridoio. A questo punto Candice riunisce i giocatori di poker per farsi dire la verità: costoro ammettono di aver mentito per difendere la donna che ha gettato Combas dal balcone, ma di averlo fatto dopo averli messi al corrente del comportamento profondamente immorale di un uomo che si è finto malato. Tuttavia, nessuno di loro vuole fare il nome di questa persona. Setacciando i messaggi sul blog di Combas, Candice risale alla persona che gli ha donato la sedia a rotelle: si tratta di Delphine Etchegoyen, che ha perso il figlio a causa della stessa malattia di Combas, e che aveva preteso di dargli la sua sedia a rotelle per onorarne la memoria. Delphine racconta a Candice e Antoine di essere andata a sorpresa da Combas, non avendo quest'ultimo mai voluto essere visto di persona, e di aver capito subito che mentiva: furiosa per essere stata toccata sul vivo e di avergli donato la sedia a rotelle del figlio, Delphine lo ha buttato dal balcone.
Rientrata a tarda ora, Candice si impaurisce nel vedere un uomo entrare di soppiatto in casa sua. La Renoir lo immobilizza, accorgendosi tardivamente che è suo marito Laurent.
- Guest star: Clara Antoons (Emma Renoir), Étienne Martinelli (Jules Renoir), Alexandre Ruscher (Léo Renoir), Paul Ruscher (Martin Renoir), Aude Forget (Laurette), Raphaëlle Boitel (Audrey Medjaoui), Jean-François Garreaud (direttore hotel), Nanou Garcia (Delphine Etchegoyen), Mayel Elhajaoui (portiere hotel).
- Altri interpreti: Frédérique Dufour (Véronique Combas), Nicolas Beduneau, Jean-Noël Masson & Perrine Anger (giocatori di poker), Marion Trintignant (medico rianimatore), Nawel Benmahieddine (infermiera), Dominique Ratonnat (Dr. Paoli), Céline Carrasco (donna delle pulizie), Olivier Clastre & Dorothée Caby (Sig.ri Saulnier), Nadia Tillier (infermiera di Audrey).

## I segreti delle erbe
- Titolo originale: Est assez riche qui ne doit rien
- Diretto da: Nicolas Picard
- Scritto da: Robin Barataud e Elsa Marpeau

### Trama
In un bosco viene rinvenuto il cadavere di Maude Bucaille, apparentemente morta per soffocamento senza segni di aggressione. Annusandola, Candice sente un odore di colchicina: una sostanza che se assunta in dosi massicce può essere letale. Dentro la macchina della vittima è presente una teiera d'argilla cinese, il che fa prendere corpo all'ipotesi dell'avvelenamento. Il marito Olivier racconta che Maude era un'esperta di erbe medicinali: la famiglia Bucaille si è trasferita da poco a Montpellier da Singapore, ma Maude non è riuscita a trovare lavoro nonostante l'alta qualifica di protesista dentale, poiché nessuno studio l'assumeva per via dell'età. Inoltre, Maude lamentava da qualche tempo dei dolori al ventre che attribuiva a un whisky bevuto qualche giorno prima del decesso. Candice conosce Louison, la figlia dei Bucaille, e resta affascinata dalla pashmina della sua bambola.
Mentre Antoine pensa al suicidio, anche perché si è scoperto che non frequentava i corsi professionali ai quali il marito credeva andasse, secondo Candice qualcosa non quadra e i suoi sospetti la spingono a indagare sull'Hotel Neptune, l'unico albergo sul tragitto verso Sète dotato di una spa, nonostante Olivier Bucaille avesse riferito che la moglie non frequentava i centri benessere della zona perché troppo cari. A spingere Candice verso la spa è stato il profumo di un olio usato nei massaggi thailandesi emanato dalla pashmina della bambola della piccola Louison. Antoine resta di stucco quando Candice, nel bel mezzo dell'indagine, si sottopone a un massaggio: in realtà l'obiettivo del comandante era accertare che la massaggiatrice fosse un'imbrogliona, avendole richiesto un massaggio wan-gi che non esiste. La donna rivela che anche Maude era una massaggiatrice della spa e aveva scoperto che aveva falsificato il diploma, allora in cambio del suo silenzio Maude lavorava al posto suo e si faceva dare metà dello stipendio. Candice è sempre più convinta che Maude non si sia suicidata e vuole proseguire l'indagine: a darle noia è però il commissario Attia, che le fa riscrivere una procedura a suo dire sbagliata. Candice è quindi costretta a fare gli straordinari, potendo contare comunque sul marito Laurent che le dà una mano con i bambini. Il signor Renoir ha occasione di conoscere Hervé, intuendo che tra la futura ex moglie e il vicino di casa c'è qualcosa di più della semplice amicizia.
Indagando sul conto di Maude Bucaille, si scopre che la donna soffriva di una qualche dipendenza perché nella sua agenda alcuni appuntamenti erano contrassegnati con la sigla Anonimi. Antoine pensa all'alcol, così lui e Candice ispezionano la casa della vittima e rinvengono una valigia contenente diversi oggetti, compresi molti esemplari doppi: Candice capisce che Maude soffriva di shopping compulsivo e interroga il marito in centrale, dal quale apprende che la patologia è peggiorata una volta rientrati in Francia. Tuttavia, l'idea che Olivier abbia ucciso la moglie per arginare le perdite non la convince, soprattutto perché da qualche mese il conto corrente dei Bucaille non è più in perdita. Quando Attia le chiede di ripetere per l'ennesima volta la procedura, Candice si fa prendere dallo sconforto perché sente di non riuscire più a stare al passo con tutte le incombenze lavorative e domestiche, avvertendo la stessa sensazione di inadeguatezza provata dalla povera Maude. Pascale la consola, confidandole che lei ha avuto un cedimento all'ultimo anno di medicina che l'ha portata ad abbandonare la facoltà per diventare patologo. Il morale di Candice torna alto quando a casa è accolta da una festa di compleanno a sorpresa organizzata dai suoi figli, con la regia di Laurent: i regali dei bambini e la torta riescono a farla sentire bene. Andati a letto i pargoli, Laurent consegna a Candice il suo regalo: le chiavi di una vecchia auto d'epoca che ha noleggiato per la notte. Guidando in compagnia del marito, Candice prova un senso di appagamento e soddisfazione: Laurent le ricorda che in passato è riuscita a superare ostacoli di ogni tipo, come un malanno della figlia Emma in contemporanea all'esame per diventare comandante della polizia, quindi non deve lasciarsi abbattere.
Antoine e Chrystelle interrogano lo psicologo che aveva in cura Maude: la donna non soffriva affatto di tendenze suicide e la sua nevrosi risaliva a molto prima dell'arrivo a Montpellier, quindi non è vero che si è aggravata recentemente come sostenuto dal marito. Sul conto corrente della donna sono entrate cifre significative, quindi aveva altre entrate. Candice e Antoine si recano a una seduta del gruppo di giocatori compulsivi frequentato da Maude: Candice parla davanti a tutti, fingendosi una malata di automobili, e attirando l'interesse di una psicologa. Costei è anche un'usuraia, ma fornisce a Candice un'informazione importante: Maude aveva trovato un nuovo lavoro molto proficuo, dal quale guadagnava molto bene, e che tornata dal colloquio con il nuovo capo puzzava di whisky. Ad attirare l'attenzione degli inquirenti è la dicitura Couturier: non si tratta del sarto, ma di un cliente di Maude alla spa. Candice, Antoine e Chrystelle si recano a casa del ricco Alain Couturier, apprendendo che era proprio lui a elargire le generose somme di denaro a Maude: l'uomo, affetto da gotta, aveva trovato nelle cure alle erbe di Maude un rimedio migliore rispetto alle medicine tradizionali del suo medico curante Diane Chemla. La dottoressa è la figlia di Couturier e, per ovvie ragioni, strenua sostenitrice della medicina tradizionale e fortemente contraria ai rimedi di Maude. Sentendosi sotto accusa per l'omicidio di Maude, Alain attacca Antoine e crolla a terra preda di un collasso che fa accorrere la figlia Diane.
Ecco che il puzzle si completa: Diane era gelosa di Maude, entrata al posto suo nelle grazie di un padre che non l'ha mai amata, e quale modo migliore di ucciderla se non avvelenarla mettendole la colchicina nel whisky. JB passa in centrale per mostrare la figlia Lily ai colleghi, ma Chrystelle se ne va molto bruscamente per "altri impegni". Tornata a casa, Candice è avvicinata da Laurent che le chiede se ha deciso in merito a una sua proposta di trasferirsi a New York: Candice, che da questo caso si è resa conto di amare l'indipendenza ottenuta grazie al suo lavoro, rifiuta.
- Guest star: Clara Antoons (Emma Renoir), Étienne Martinelli (Jules Renoir), Alexandre Ruscher (Léo Renoir), Paul Ruscher (Martin Renoir), Aude Forget (Laurette), Nathalie Roussel (Agathe Lavandon), Lara Guirao (Diane Chemla), François Feroleto (Olivier Bocaille).
- Altri interpreti: Daniel Trubert (Alain Couturier), Jenyfer Chabot (Judith Wollf), Félicité N'Gijol (Enora Belem), Yves Ferry (psicologo), Pascal Miralles (impiegato hotel spa), Swann Coste (Louison Bucaille).

## Delitto passionale
- Titolo originale: Malheur à celui par qui le scandale arrive
- Diretto da: Nicolas Picard
- Scritto da: Robin Barataud e Brigitte Peskine

### Trama
Un ragazzo di 17 anni, Nathan Rieux, è stato trovato morto al porto, ucciso sembra da un corpo contundente mentre era distratto dalla musica che ascoltava nelle cuffie. Accanto al cadavere sono rinvenuti dei pezzetti di carta, simboleggianti un pesce, mentre nello zaino c'è un sacchetto pieno di droga. Etienne, padre del giovane, non crede che il figlio possa essere stato uno spacciatore, ma è esattamente questa l'ipotesi proposta da Antoine. Invece, Candice è di tutt'altra idea, considerando che Nathan andava molto bene al liceo. Sul pesce di carta sono ritrovate le impronte di Paul Agnesi, uno spacciatore con diversi precedenti. Nel frattempo, Candice è pressato da Hervé che le chiede di avere un figlio insieme: la donna non vuole ritornare alla vecchia routine domestica, ormai emancipatasi con il suo lavoro a tempo pieno e quattro figli a cui badare.
Gli inquirenti raggiungono Agnesi, il predicatore della Chiesa del Libro Aperto, una comunità religiosa di seguaci ultracattolici. Agnesi, conosciuto anche come Padre Mario, ha abbracciato la fede dopo essere uscito di prigione e ha fondato una comunità con regole molto precise, una delle quali è non consumare rapporti sessuali prima del matrimonio. Nathan non apparteneva al Libro Aperto, ma la sua fidanzata Juliette sì, tant'è vero che la giovane pare volesse lasciarlo per non rinunciare alla comunità. Agnesi aggiunge che la sera del delitto si trovava alla festa di matrimonio di due suoi parrocchiani. Candice a Antoine sentono la madre di Juliette, Irène, anch'essa membro del Libro Aperto: è stata lei a introdurre la figlia nel gruppo e le confidava di non essere pronta ad avere rapporti sessuali con Nathan, il quale voleva di più. Candice parla anche con Naomi Joigneaux, volontaria del Libro Aperto che lavorava con Juliette, che mostra un video sul cellulare di sexting tra Nathan e Juliette, inviato il giorno precedente. Intanto, JB interroga Teddy, il migliore amico di Nathan, da cui apprende che non era uno spacciatore e che la sua unica vera passione, oltre a Juliette, era la musica hard. Candice e Chrystelle si mettono alla ricerca di Juliette, allertate quando vengono a sapere che la ragazza ha comprato diverse scatole di aspirina per tentare il suicidio: la trovano riversa per terra in un cimitero, ma riescono a salvarle la vita. Quando Juliette si sveglia, racconta di aver compiuto questo gesto estremo per la vergogna legata al video, convinta che sia stato Nathan a inviarlo. Anche Chrystelle è certa che sia Nathan il responsabile e palesa un certo nervosismo durante le indagini. Candice continua a dribblare le insistenti richieste di Hervé sul bambino, anche se l'amante le rammenta che la magia tra loro non è destinata a durare per sempre.
Molti ragazzi testimoniano di aver comprato droga da Nathan e dal suo amico Teddy. Quest'ultimo, interrogato in commissariato alla presenza di suo padre, ammette che hanno inviato loro due il video del sexting perché Nathan voleva far cacciare Juliette dal Libro Aperto e averla tutta per sé; la droga serviva invece per fuggire con la ragazza, costruendosi un futuro altrove. La polizia ispeziona la casa del padre di Nathan: Candice scopre che sotto il frigorifero si nasconde una botola che conduce a una grande piantagione di marijuana. Etienne rivela di aver avviato questo traffico per dare una prospettiva economica migliore a Nathan e che il suo principale acquirente era Padre Mario del Libro Aperto: tornati nella comunità, i poliziotti trovano diversi oggetti di Nathan nascosti in un armadietto, più che sufficienti per incriminare Agnesi. Candice affronta i seguaci della comunità, contrari all'arresto di Padre Mario, e prega insieme a loro dicendo che si è suicidato al momento dell'arresto: Naomi, la volontaria del parco, sviene e Candice scopre così che è l'amante di Agnesi, disposta persino ad assumersi la responsabilità dell'omicidio di Nathan al posto suo pur di nascondere la loro relazione segreta. Candice sente però che non è lei l'assassino ed è in quel momento che si affaccia nella sua mente un particolare passato inizialmente inosservato: Nathan indossava una maglietta dei Coldplay, una band decisamente poco hard per i suoi gusti, ma che invece doveva piacere a Juliette. Ecco che la Renoir arriva a incastrare la madre della ragazza: è stata lei a ricevere la telefonata di Nathan per fissare l'appuntamento al porto e, una volta saputo del sexting, ha ucciso il giovane a bastonate. Chrystelle non riesce a sentire la confessione della donna ed esce a piangere, esattamente come fa Juliette nell'apprendere che è stata sua madre a rovinare la vita di entrambe.
Tornata a casa, Candice trova Hervé in compagnia di un'agente immobiliare. Siccome lei sta continuando a tergiversare, il che significa che non lo ama abbastanza da voler costruire qualcosa insieme, Hervé ha messo in vendita la casa per allontanarsi da lei.
- Guest star: Samira Lachhab (Yasmine Attia), Clara Antoons (Emma Renoir), Étienne Martinelli (Jules Renoir), Alexandre Ruscher (Léo Renoir), Paul Ruscher (Martin Renoir), Alexandre Varga (Hervé Mazzini), Alix Poisson (Pascale Ibarruri), Aude Forget (Laurette).
- Altri interpreti: Laurent D'Olce (Etienne Rieux), Nicolas Grandhomme (Paul Agnesi/Padre Mario), Bianca Alessandri (Juliette Neumann), Marie Raynal (Irène Neumann), Mama Prassinos (Naomi Joigneaux), Alexandre Achdjian (Teddy Diola), Thierry Coma (Justin Diola).

## Il fine giustifica i mezzi
- Titolo originale: La fin justifie les moyens
- Diretto da: Nicolas Picard
- Scritto da: Robin Barataud & Jean-Marie Chavent

### Trama
Attia ha accettato la proposta di collaborazione da parte della procura di Montpellier su una serie di misteriosi furti: Antoine ha accettato di distaccarsi momentaneamente dalla sua squadra, prestando aiuto a quella del comandante Queyrolles di Montpellier. Candice non ha preso bene la cosa, dato che si ritrova una squadra sottodimensionata per l'assenza di Chrystelle, in malattia da alcuni giorni. Il nuovo caso è la morte di Sabine Missoni, decoratrice d'interni presso la Ferola, azienda che costruisce piccole imbarcazioni. Il cadavere di Sabine è stato trovato nell'ufficio di Philippe Ferola, amministratore delegato e padrone dell'impresa. I primi sospetti si indirizzano subito su di lui, poiché Sabine era la rappresentante sindacale dei lavoratori e probabilmente stava scoperchiando il vaso sulla malagestione della Ferola. Infatti, recentemente sono stati arrestati due operai ucraini sprovvisti di permesso di soggiorno: il tutto è nato da una soffiata partita dall'interno dell'azienda, la cui autrice potrebbe essere proprio Sabine.
Antoine, che nel frattempo Candice ha costretto a lavorare a mezzo servizio con la sua squadra, ferma Ferola senza riuscire però a farlo confessare. Candice non crede alla sua colpevolezza e intuisce che Sabine non è morta nell'ufficio di Ferola, bensì nel suo, dato che un'arredatrice come lei non avrebbe messo un tappeto di pessimo gusto, sotto il quale ci sono le tracce che attestano il delitto. Attia avvisa Candice di farle avere il certificato medico di Chrystelle, insospettita dalla sua lunga assenza. Candice passa a casa della collega e si fa dare da una vicina l'indirizzo dei genitori: qui osserva Chrystelle uscire con un bambino. Quando poi Chrystelle tornerà al lavoro, dirà che si trattava del nipote.
Messi in punizione i suoi gemelli perché guardavano di nascosto una serie tv scaricata illegalmente, a Candice viene un'idea per l'indagine: la lettera di insulti sul conto di Ferola conteneva numerosi epiteti tipici della Francia del Nord, quindi la spia interna non può essere Sabine che proveniva dal Sud. L'unica dipendente settentrionale è Michèle Renault: Candice e Antoine si recano a casa della donna, giusto in tempo per sventare un tentativo di suicidio della stessa. Michèle racconta che lei e Sabine erano molto amiche, oltre che iscritte allo stesso sindacato, ma avevano litigato quando Sabine ha firmato il piano di prepensionamenti di Ferola che riguardava anche la stessa Michèle: costei, molto legata al lavoro per mancanza di affetti, alla prospettiva di non lavorare più si sentiva persa ed è per questo che ha tentato il suicidio. Inoltre, Michèle riferisce che gli ucraini arrestati erano tre anziché due: il terzo è Bodan Chevchenko, il quale però è scampato all'arresto. Si pensa che possa essere stato lui a uccidere Sabine. Bodan viene ritrovato nascosto nella barca alla quale stava lavorando la ditta di Ferola: l'uomo si dichiara estraneo all'omicidio perché era il fidanzato di Sabine, una versione confermata da Candice che ha trovato un vasetto di cetriolini ucraini nel frigorifero della vittima. Nel frattempo, Queyrolles ha proposto ad Antoine di lasciare la squadra di Candice per entrare nella sua, composta da soli uomini, dove può fare carriera. Candice lo invita a valutare la proposta, dicendo di capirlo se deciderà di cambiare.
Intanto, si scopre che Bodan nascondeva a Sabine di avere già una famiglia in Ucraina, paese dove avevano intenzione di trasferirsi per cominciare una nuova vita. In qualità di rappresentante sindacale, Sabine aveva accesso ai fondi del cantiere: Candice si insospettisce nel vedere che Ferola ha saldato tutti i debiti pagando in contanti e lo collega al caso sul quale stanno indagando i colleghi di Montpellier. Ferola è il ricercato di entrambi i casi: i soldi per pagare i fornitori sono frutto delle sue rapine. Le squadre di Sète e Montpellier approntano una strategia per catturare Ferola: Candice gli parla dentro un locale di scommesse appena rapinato e la squadra di cecchini lo uccide nel momento in cui lui sta per sparare a Candice. Dopo che il cadavere di Ferola viene portato via, Antoine declina la proposta di Queyrolles: si apprende che a orchestrare il suo cambio di squadra era stato il commissario Attia.
Candice invita tutti i colleghi a casa sua per festeggiare la piccola Lily, alla quale la squadra ha regalato un passeggino con tanto di luce segnalatrice della polizia. Chrystelle vuole andarsene prima degli altri e Candice le rivela di aver indagato sul suo conto, scoprendo che il piccolo con cui l'aveva vista è suo figlio: delusa per l'invadenza del superiore, Chrystelle se ne va offesa. Finita la festa e congedati gli ospiti, Candice vede uno strano movimento nei pressi dell'abitazione di Hervé: si tratta di suo marito Laurent che ha acquistato la casa perché si è reso conto di essere ancora innamorato di lei.
- Guest star: Samira Lachhab (Yasmine Attia), Arnaud Giovaninetti (Laurent Renoir), Clara Antoons (Emma Renoir), Étienne Martinelli (Jules Renoir), Alexandre Ruscher (Léo Renoir), Paul Ruscher (Martin Renoir), Alexandre Varga (Hervé Mazzini), Alix Poisson (Pascale Ibarruri), Aude Forget (Laurette), Raphaëlle Boitel (Audrey Medjaoui).
- Altri interpreti: Jérôme Robart (Stéphane Queyrolles), Grégori Derangère (Philippe Ferola), Isabelle Dangerfield (Michèle Renault), Leonid Glushchenko (Bodan Chevchenko).